# パシフィックアイランド航空
パシフィックアイランド航空（英語: Pacific Island Aviation, PIA）は北マリアナ諸島のサイパン島ガラパンに本社がある航空会社。乗客と荷物の輸送を業務としていた。基幹空港はサイパン国際空港。2005年2月から活動を停止している。

## 活動当時のコード
- 国際航空運送協会（IATA）コード: 9J
- 国際民間航空機関 （ICAO）コード: PSA
- 航空会社コード: PACIFIC ISLE [4]

## 歴史
パシフィックアイランド航空は1987年に設立され、1988年8月からヘリコプターの運行を開始した。1992年に航空機による乗客輸送の許可が下り、3月21日から運行を開始した。1992年12月からコンチネンタル・ミクロネシア航空と、グアム、ロタ島、サイパンを結ぶコードシェア便運行を始めた。1995年2月、コンチネンタル・ミクロネシアとの提携を解消し、ノースウエスト航空とのコードシェア便2路線の運行を始めた。1998年2月、ロバート・クリスチャン（Robert Christian）の所有となり、デルタ・コネクションに参加した。10月15日からはノースウエスト航空とのコードシェアリングを拡大して5路線に増やした。
2001年のアメリカ同時多発テロ事件（911）の後、乗客が劇的に減少したため、その対策としてサイパンとグアムの間の郵便配達事業を開始した。しかし競合会社のコンチネンタル航空がさらに範囲を拡大した郵便サービスを開始したため、うまくいかなかった。ノースウエスト航空とのコードシェアリングだけでは採算が取れなくなり、2005年2月に運行を停止した。

## サービス
2005年1月時点のパシフィックアイランド航空の活動範囲は次の通り :
- グアム (U.S.)
  - グアム国際空港
- 北マリアナ諸島 (U.S.)
  - ロタ島 (ロタ国際空港)
  - サイパン島 (サイパン国際空港)

（これより前にはテニアン島のテニアン国際空港への運行を行っていたが、この時点ではすでに取りやめられている。）

## 事故など
- 1992年10月27日 - パシフィックアイランド航空Cessna 310R航空機の乗客、サイパンで2名死亡[7]。

## 所有機体
2005年1月の時点の所有機は次の通り :
- ショート 360 3機